# Jeff Sessions
Jefferson Beauregard Sessions III, cunoscut mai ales ca Jeff Sessions (n. 24 decembrie 1946, Selma, Alabama, SUA), este un fost senator republican al Senatului Statelor Unite ale Americii de clasa 2 din partea statului Alabama. La alegerile generale federale din 4 noiembrie 2008 senatorul a fost ales pentru un alt mandat de șase ani, iar la cele din 2014 a candidat fără adversar și a câștigat cu aproape 97% din voturi. Din 2017 ocupă functia de procuror general al Statelor Unite.